# 狄踰嶺山脈
狄踰嶺山脈（チョギュリョンさんみゃく）は朝鮮民主主義人民共和国慈江道から平安北道にかけてある、狼林山脈の小白山から分かれ江南山脈・妙香山脈と平行して東北東‐西南西方向に延びる山脈。

## 地形
慈江道龍林郡・東新郡と平安南道大興郡の境界の雄魚水山から慈江道松源郡・前川郡の境界大パウィ山まで100kmに及び、平均高度1,290m。
石立山（1,773 m）・ミルプル徳山（麦草徳山）（1,578 m）・白山（1875m）・崇積山（1,994m）・非三峰（1,833m）・大巌山（1,566m）・避難徳山（1,963m）・当峨山（961m）・天摩山（1,169m）などの峰があり、南西に向かうほど低くなる地勢をしている。
雄魚水山からミルプル徳山まで北西の方向に、そこから広大峰までは西方向に、広大峰から牛峴嶺まで北東〜南西方向に延びている。
清川江・将子江・忠満江の各水系の分水嶺であり、南斜面には、清川江上流とその支流である熙川江・白山川・薬水川・知新川・克城江・平院川などが、北斜面では将子江上流とその支流である化京川・津坪川・黄仁川など忠満江上流が流れる。
峠には狄踰嶺（952m）・狗峴嶺（815m）・温井嶺（574m）・棘城嶺（654m）などがあり鴨緑江・清川江の両水系を連絡する通路として鉄道路線や道路が通されている。
南斜面は断落して北斜面に較べると急傾斜である。北斜面の傾斜は20〜30°、南斜面の傾斜は25〜40°である。南北斜面の高度差は200〜300m程度。南斜面の山陵線は鋸歯形を成し、円錐形の峰と崖が多く、麓には崖錐が並び立つ。深いV字型の渓谷群が高さ25〜40mの滝を持つ。北斜面の山陵線は比較的広く滑らかな波形で、谷間は比較的浅く、麓には段丘が発達している。
北部は江南山脈として接続される急峻な地形で、南部は清川江の河谷に沖積平野が所々に開けている。特に南西部の亀城市と泰川郡は広い平野があり、山脈の南西部にはまた金・銀などの地下資源が豊富で温泉もあちこちにある。

## 地質
清川江断裂帯と将子江断層帯の間の地域が第三紀〜第四紀初めに起こった隆起運動で持ち上げられつつ、周辺一帯が沈下して山並みの骨格が成立。その後清川江、将子江、忠満江およびそれらの支流によって激しく侵食を受け、現在のような地形になった。
基盤岩は中朝地塊の一部である遼東地塊と一体である平北陸塊であり、東部と南東部の基盤岩は太古代の花崗片麻岩、西部と南西部は始・原生代の結晶片岩と中生代端川岩群の花崗岩になっていて、鴨緑江と清川江の侵食により激しく南北に屈曲している。地下資源には、鉛、亜鉛、ニッケル、雲母、鉄、金、黒鉛などがある。
麓に湧いている鉱泉（薬水）には、如針薬水・カジモク薬水（가지목약수）・清雲薬水・明垈薬水・館垈薬水・清上薬水・倉徳薬水・田倉薬水・檜陽薬水がある。

## 歴史
高麗時代には山脈を利用して、北方の異民族を防ぐために、義州から雲山・熙川・寧遠を経て狼林山脈を越え東海岸の定平郡都連浦に至る長さ400㎞の千里長城を築造し各地に軍倉を置いた。当時の軍倉地の本倉・城倉・委曲倉・古延州倉・海倉・山倉・新倉・北倉などは現在重要な集落へと発展した。

## 生態系
主な樹種にトウシラベ、エゾマツ、チョウセンハリモミ、チョウセンモミ、イチイ、チョウセンゴヨウ、グイマツ、アカマツ、モンゴリナラ、アムールシナノキ、シラカンバ、ダケカンバ、ハリギリ、チョウセンヤマナラシ、イロハカエデ、チョウセントネリコなどがある。
チョウセンゴミシ、オケラ、ヒカゲノツルニンジン、オニノダケ、キバナイカリソウ、キキョウ、ワラビ、ゼンマイ、タラノキ、ヤマカノツメソウ、きのこ、山葡萄、マタタビ、ナシ、どんぐりなどが豊富である。
動物はシカ、クマ、ヤギ、ジャコウジカ、アジアアナグマ、タヌキ、オオヤマネコ、ユーラシアカワウソ、イタチ属、キタリス、ノウサギなどが多い。
土壌は主に褐色森林土壌で、尾根一帯は漂白化褐色森林土壌に覆われる。